# United States Census 1960
Der United States Census 1960 war die 18. Volkszählung in den Vereinigten Staaten seit 1790. Sie wurde vom United States Census Bureau durchgeführt.

## Ergebnisse
Zum Stichtag am 1. April 1960 lebten in den USA 179.323.175 Menschen. Die Einwohnerzahl wuchs damit im Vergleich zu 1950 um 18,5 Prozent. Der bevölkerungsreichste Staat war New York mit 16,8 Millionen Einwohnern, der kleinste Alaska mit 228.000. New York war damit letztmals bei einer Volkszählung der einwohnerreichste Staat, bei dem 1970 erhobenen Zensus war bereits Kalifornien der Bundesstaat mit den meisten Einwohnern.
Die in den alle zehn Jahre stattfindenden Volkszählungen der Vereinigten Staaten ermittelten Einwohnerzahlen der Bundesstaaten sind der Schlüssel zur Festlegung der Anzahl der Abgeordneten aus diesen Bundesstaaten im Repräsentantenhaus der Vereinigten Staaten. Die Anpassung wird in der Regel im übernächsten Kongress nach einer Volkszählung vorgenommen. Die detaillierten Daten werden ab 2032 verfügbar sein, da nach Titel 13 der Bundesgesetzgebung die Daten nach Ablauf von 72 Jahren der Öffentlichkeit zugänglich gemacht werden.

## Bundesstaaten nach Einwohnerzahl
Bundesstaaten der USA nach Einwohnerzahl im Jahr 1960.
| Rang | Bundesstaat          | Bevölkerung |
| ---- | -------------------- | ----------- |
| 1    | New York             | 16.827.000  |
| 2    | Kalifornien          | 15.850.000  |
| 3    | Pennsylvania         | 11.343.000  |
| 4    | Illinois             | 10.113.000  |
| 5    | Ohio                 | 9.739.000   |
| 6    | Texas                | 9.617.000   |
| 7    | Michigan             | 7.848.000   |
| 8    | New Jersey           | 6.099.000   |
| 9    | Massachusetts        | 5.167.000   |
| 10   | Florida              | 4.951.560   |
| 11   | Indiana              | 4.677.000   |
| 12   | North Carolina       | 4.563.000   |
| 13   | Missouri             | 4.331.000   |
| 14   | Virginia             | 3.978.000   |
| 15   | Wisconsin            | 3.964.000   |
| 16   | Georgia              | 3.949.000   |
| 17   | Tennessee            | 3.573.000   |
| 18   | Minnesota            | 3.426.000   |
| 19   | Alabama              | 3.273.000   |
| 20   | Louisiana            | 3.270.000   |
| 21   | Maryland             | 3.116.000   |
| 22   | Kentucky             | 3.047.000   |
| 23   | Washington           | 2.860.000   |
| 24   | Iowa                 | 2.761.000   |
| 25   | Connecticut          | 2.548.000   |
| 26   | South Carolina       | 2.392.000   |
| 27   | Oklahoma             | 2.333.000   |
| 28   | Mississippi          | 2.180.000   |
| 29   | Kansas               | 2.178.000   |
| 30   | West Virginia        | 1.857.000   |
| 31   | Arkansas             | 1.788.000   |
| 32   | Oregon               | 1.773.000   |
| 33   | Colorado             | 1.758.000   |
| 34   | Nebraska             | 1.414.000   |
| 35   | Arizona              | 1.318.000   |
| 36   | Maine                | 974.000     |
| 37   | New Mexico           | 958.000     |
| 38   | Utah                 | 896.000     |
| 39   | Rhode Island         | 857.000     |
| ...  | District of Columbia | 762.000     |
| 40   | South Dakota         | 682.000     |
| 41   | Montana              | 678.000     |
| 42   | Idaho                | 671.000     |
| 43   | Hawaii               | 642.000     |
| 44   | North Dakota         | 634.000     |
| 45   | New Hampshire        | 609.000     |
| 46   | Delaware             | 449.000     |
| 47   | Vermont              | 391.000     |
| 48   | Wyoming              | 338.000     |
| 49   | Nevada               | 280.000     |
| 50   | Alaska               | 200.000     |

## Städte nach Einwohnerzahl
Die 20 bevölkerungsreichsten Städte der USA nach Einwohnerzahl im Jahr 1960.
| Rang | Stadt            | Bundesstaat          | Bevölkerung |
| ---- | ---------------- | -------------------- | ----------- |
| 1    | New York City    | New York             | 7.781.984   |
| 2    | Chicago          | Illinois             | 3.550.404   |
| 3    | Los Angeles      | Kalifornien          | 2.479.015   |
| 4    | Philadelphia     | Pennsylvania         | 2.002.512   |
| 5    | Detroit          | Michigan             | 1.670.144   |
| 6    | Baltimore        | Maryland             | 939.024     |
| 7    | Houston          | Texas                | 938.219     |
| 8    | Cleveland        | Ohio                 | 876.050     |
| 9    | Washington, D.C. | District of Columbia | 763.956     |
| 10   | St. Louis        | Missouri             | 750.026     |
| 11   | Milwaukee        | Wisconsin            | 741.324     |
| 12   | San Francisco    | Kalifornien          | 740.316     |
| 13   | Boston           | Massachusetts        | 697.197     |
| 14   | Dallas           | Texas                | 679.684     |
| 15   | New Orleans      | Louisiana            | 627.525     |
| 16   | Pittsburgh       | Pennsylvania         | 604.332     |
| 17   | San Antonio      | Texas                | 587.718     |
| 18   | San Diego        | Kalifornien          | 573.224     |
| 19   | Seattle          | Washington           | 557.087     |
| 20   | Buffalo          | New York             | 532.759     |